# Mirosław Rogala
Mirosław Rogala (ur. 27 marca 1954) – artysta wizualny, teoretyk sztuki, performer, autor instalacji, rysownik, grafik, fotograf i pedagog; zamieszkały w USA  pochodzenia polskiego.

## Życiorys
Absolwent  malarstwa w Akademii Sztuk Pięknych w Krakowie (1979), po studiach wyemigrował do USA.
Wykładał sztuki multimedialne m.in. w Northwestern University w Chicago oraz Pratt Institute oraz Brooklyn College w Nowym Jorku.
Pierwszy w Polsce obronił w 2000 doktorat w zakresie sztuk interaktywnych w University of Wales pod kierunkiem prof. Roya Ascotta.
Artysta zasłynął jako twórca interaktywnej instalacji dźwiękowej w przestrzeni publicznej e Garden (Electronic Garden/NatuRealization) w Chicago. Była to jedna z pierwszych na świecie permanentnych interaktywnych instalacji outdoors.
Artysta tworzy przede wszystkim interaktywne instalacje, rysunki piórkiem i areografem, rysunki komputerowe, fotografie cyfrowe, laserowe.